# ソウシハギ
ソウシハギ（草紙剥、学名：Aluterus scriptus）は、フグ目カワハギ科ウスバハギ属に属する海水魚の一種。有毒。種小名の scriptus はラテン語で「書かれた」を意味する。別名、センスルー。

## 概説
世界中の熱帯海域に分布。流れ藻などの浮遊物につく習性がある。「18℃以下の海域では死滅する」とされており、日本では従来沖縄県近海などに生息していたが、近年は海水温度上昇により分布域を広げ、山口県沖の瀬戸内海・兵庫県淡路島近海・三重県鳥羽湾・石川県沖の日本海などで確認されている。2012年10月には本牧海づり施設（神奈川県横浜市中区）で初めて釣り上げられた。食用のウマヅラハギと似ているが、内臓にパリトキシンを含有することがあり、食べると呼吸困難・手足のしびれなどの症状を発症し死に至る場合もあり、食べないよう注意喚起されている。一方、内臓以外には毒が含まれないため沖縄などでは流通量は少ないながら食用とされており、刺身・天ぷらなどにされて食べられている。
全長50-100cm。体は強く側扁した長楕円形。尾鰭は頭長よりも長い。腹鰭後端の突起はない。背鰭は2棘43-50軟条で、棘は目の中央上にある。色は青く波状紋。臀鰭は46-52軟条。
体色は、灰色の地に不規則な青色線が散在する。幼魚の体色は緑色で、海藻の間に倒立することで擬態している。同属のウスバハギが群れを形成することに対し、本種は単独でいることが多い。
餌は、藻類・刺胞動物・ホヤなど
2018年12月11日、三重県においてソウシハギがカワハギと誤認されて販売される事件が発生した。

## ギャラリー

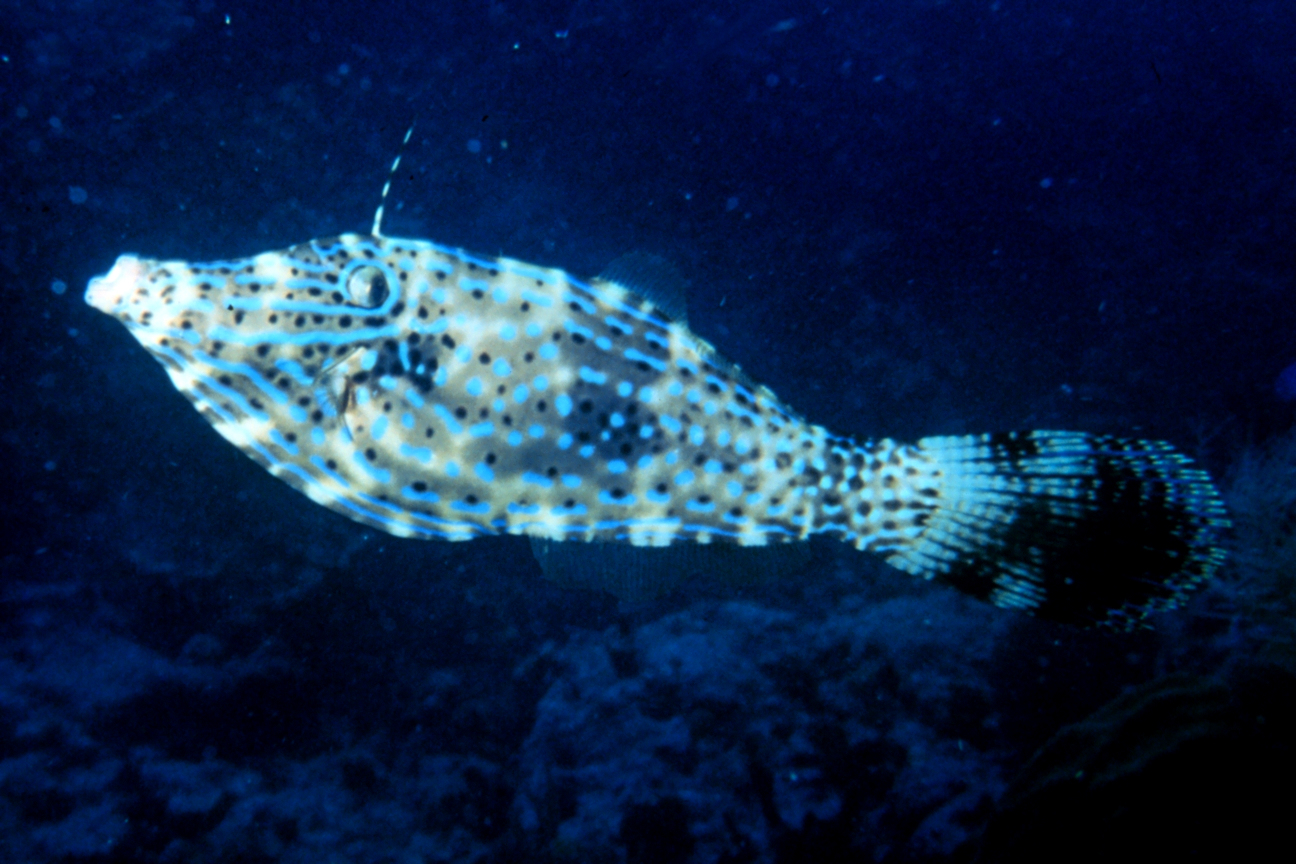
ソウシハギ Aluterus scriptus
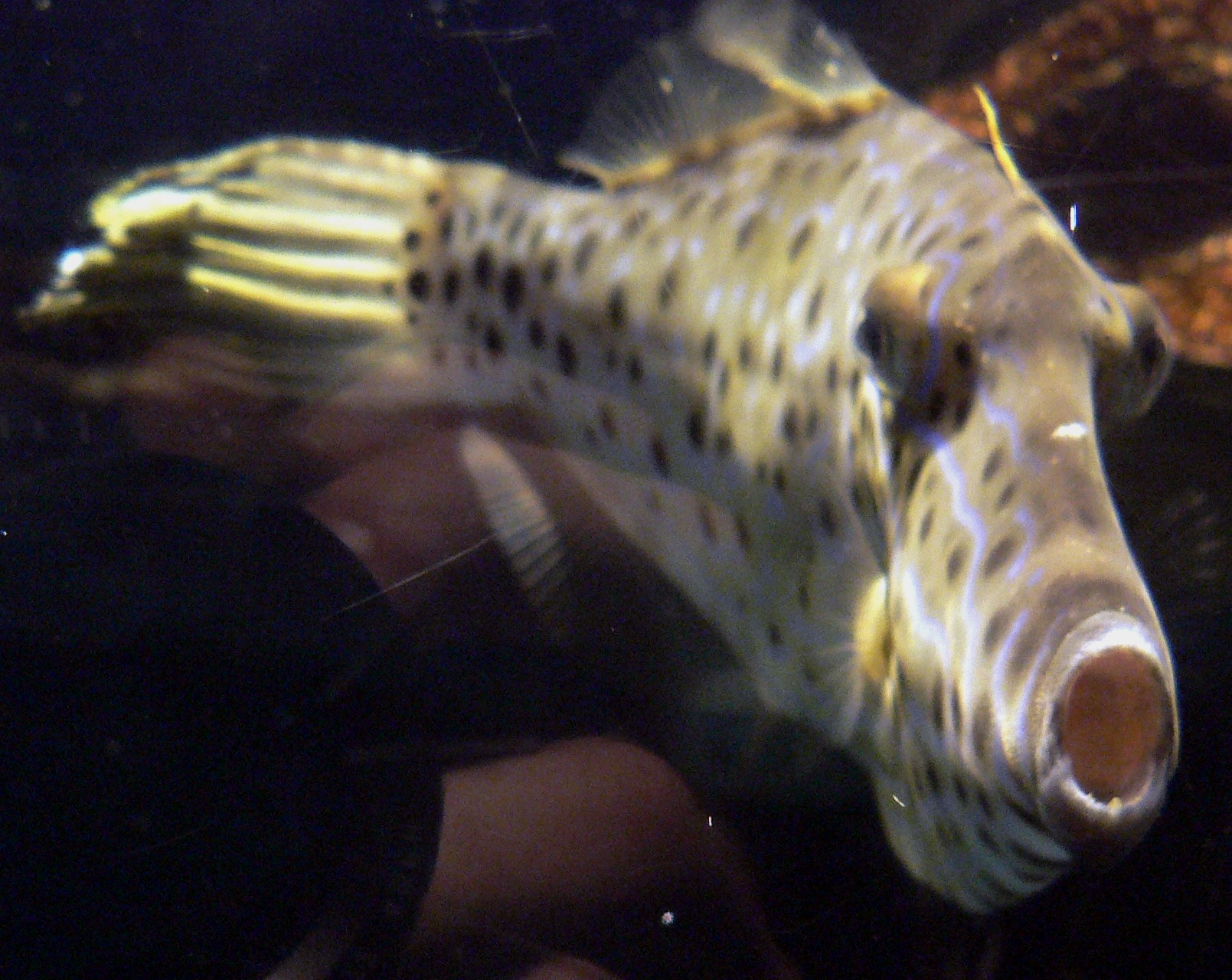
ソウシハギ（海遊館、2005年）
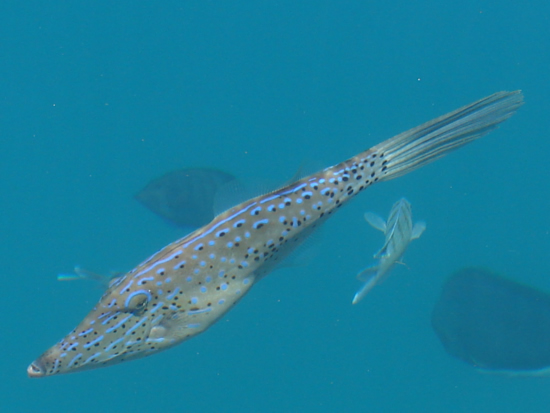
ソウシハギの成体（ホノルル港、2006年）
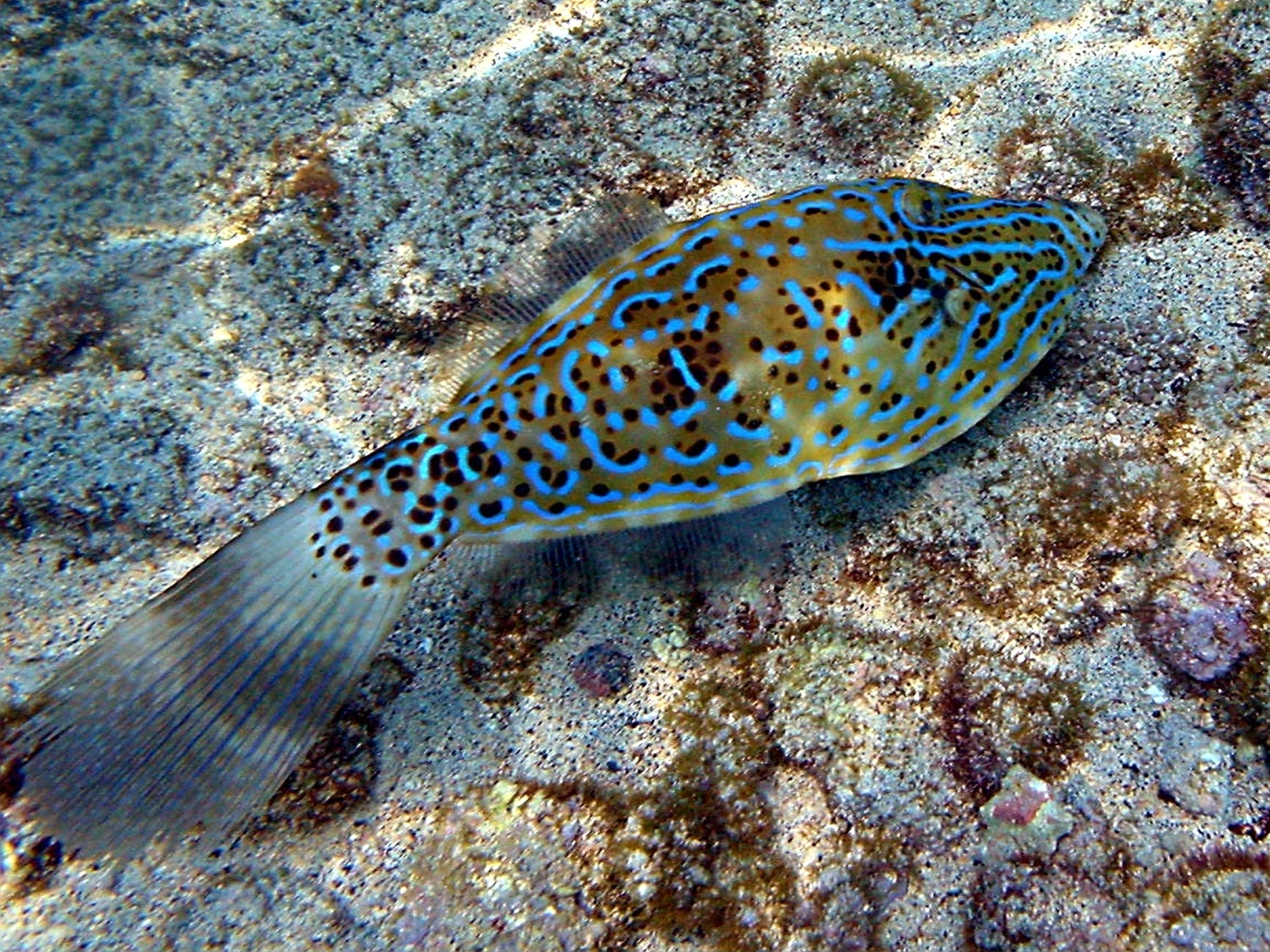
ソウシハギ（ハワイ州コナ、2005年）